# The Thirteenth at the Table
The Thirteenth at the Table è un cortometraggio muto del 1909. Il nome del regista non viene riportato nei crediti del film di cui si conoscono per il momento pochi dati sicuri.

## Produzione
Il film fu prodotto dalla Lubin Manufacturing Company.

## Distribuzione
Distribuito dalla Lubin Manufacturing Company, il film - un cortometraggio in una bobina - uscì nelle sale cinematografiche statunitensi nell'aprile 1909.